# وادی اسفای
وادی اسفای یک منطقهٔ مسکونی در امارات متحده عربی است که در رأس‌الخیمه واقع شده‌است. وادی اسفای ۴۰۱ متر بالاتر از سطح دریا واقع شده‌است.